# 西元祐貴
西元 祐貴（にしもと ゆうき、1988年4月6日 - ）は、日本の墨絵・陶墨画アーティスト。鹿児島県鹿児島市出身。

## 経歴

### 墨絵作家として
3歳の頃から絵を描くことに夢中になる。
高校まではサッカーを趣味にしていたこともあり、筋肉や骨格を描くことを好み、人物や生き物を描くことが多い。
鹿児島東高校卒業後、日本デザイナー学院 九州校に入学、墨絵と出会う。
卒業後、2009年に福岡県の警固公園で路上ライブペイントのパフォーマンス活動を始める。
2011年には、長崎『Sky Jamboree 2011』Tシャツデザインコンテストでグランプリ受賞し注目を浴びる。
その後、海外、国内で本格的に墨絵作家として活動。
2012年には、米フロリダ2012年度「EMBRACING OUR DIFFERENCES」コンテストに出展。
63カ国5,300点に及ぶ参加作品からワールドベスト作品を受賞した。
2018年には墨絵の巡回個展「西元祐貴 龍のキセキ」がスタートし、福岡展では約45,000人の来場を記録した。
2021年には「令和3年度 防衛白書」の表紙制作や、第72回 NHK紅白歌合戦にて、楽曲「津軽海峡・冬景色」の背景映像に採用されるなど、活動の幅を広げ続けている。

### オリジナルアート「陶墨画」の制作
2015年から、墨絵と陶芸を融合させたオリジナル作品「陶墨画」の制作をスタート。
独自に開発された墨に近い特殊な釉薬のインクが用いた陶墨画は、陶芸作品でありながら墨絵に近い風合いを持つことで話題となった。
2016年には、福井県に初の単独ギャラリー「西元祐貴 陶墨画Gallery」をオープン。
2020年には福井の古民家を貸し切って、陶墨画個展「破壊と創造」を開催。
新たな釉薬を用い、これまでとは違った表情の作品を披露した。
2021年、京都にて開催した陶墨画個展「Earth -創生の刻-」では、コロナ禍の地球、現代社会の創生をテーマに描かれた作品を展示し、多くの来場者の心を動かした。
2022年、新たな陶墨画の展開として、立体作品「龍刻陶」を発表。平面では見られなかった釉薬の美しさを表現し、話題を呼んだ。

## 主な作品
- アメリカフロリダ「EMBRACING OUR DIFFERENCES」ワールドベスト作品受賞 (2012年)
- 有形文化財「旧蔵内邸」への墨絵制作(2013年)
- 「戦国BASARA4」墨絵作画担当(2014年)
- NHK総合「news watch9」の番組オープニングCG(2015年)
- NewBalance 店舗壁面へ墨絵提供
- 坂口博信プロデュースのアプリゲーム「TERRA BATTLE2」のゲスト絵師としてキャラクターデザインを担当(2017年)
- WEB動画『くろよん―その手に未来を―』 - 黒部川第四発電所(通称くろよん)の大町トンネル開通60周年記念[2](2018年)
- 福岡空港国内線ターミナルビルの壁画制作(2018年)
- 『ポケモンGO』より墨絵で描かれた色違いの「レックウザ」がSHIBUYA109壁面に登場！(2019年)
- 「令和3年度 防衛白書」の表紙[3](2021年)
- 東京2020パラリンピック公式プログラムに作品掲載(2021年)
- 第72回 NHK紅白歌合戦 楽曲「津軽海峡・冬景色」の背景画(2021年)

## 個展
- 「Ronin Gallery」ニューヨーク (2016年)
- 「和のあかり展×百段階段」目黒雅叙園 (2016年)
- 「神の手・ニッポン展」長野・愛知・大分・新潟会場 (2017年)
- 個展「龍のキセキ・大分展」大分市アートプラザ (2018年)
- 個展「陶墨画の世界」GINZA SIX (2018年)
- 個展「龍のキセキ・札幌展」大丸札幌店 (2019年)
- 個展「龍のキセキ・鹿児島展」かごしま県民交流センター (2019年)
- 個展「北九州のキセキ」北九州市立美術館分館(2019年)
- イムズ30年×西元祐貴特別展「光風霽月（こうふうせいげつ）・白竜のキセキ」(2019年)
- 陶墨画個展「破壊と創造」福井 (2020年)
- 陶墨画個展「Earth-創生の刻-」京都(2020年)

## 出演
- Colors〜自分ヲ彩る色〜 (BS朝日 2015年1月25日)[4]
- 世界！ニッポン行きたい人応援団 (TV東京 2016年)
- バイキング (フジテレビ 2016年7月4日)
- 武田鉄矢の思えば遠くへ来たもんだ (BS日テレ 2017年)
- 奔龍 〜墨絵アーティスト・西元祐貴のキセキ〜 (FBS福岡放送 2017年)
- ヒルナンデス！ (日本TV 2019年9月16日)
- タモリステーション～二刀流 大谷翔平の軌跡～ (TV朝日 2022年1月28日)
- 世界！ニッポン行きたい人応援団 (TV東京 2022年2月14日、2月22日)
- ラヴィット！ (TBS 2022年7月6日)
- BSテレビ東京局名告知

## その他
- KEY10 Music(2015年4月) - ジャケットデザイン
- タモリステーション - 題字
- NUMBER SHOT(2014年・2015年) - 墨絵パフォーマンス出演